# Lijst van Kroatische autosnelwegen
Hieronder volgt een lijst van autosnelwegen in Kroatië:

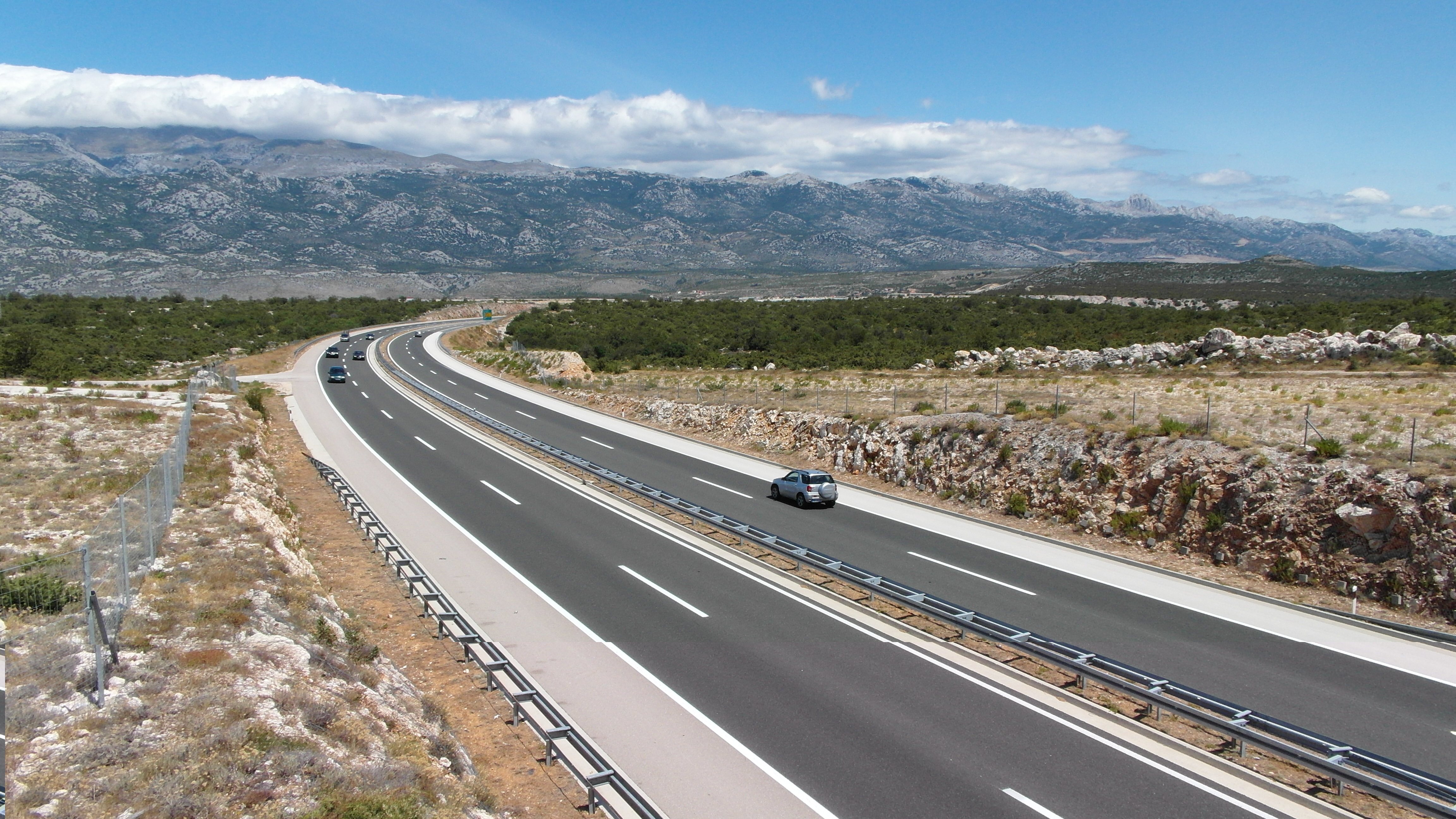
De A1 bij Maslenica

De actuele stand van zaken, rond Kroatische autosnelwegen (Eind 2009)

## Autosnelwegen
- A1 - Vanaf Zagreb tot net voor Ploče
- A2 - Slovenië - Zagreb
- A3 - Slovenië - Zagreb - Servië
- A4 - Hongaarse grens - Varaždin - Zagreb
- A5 - Beli Manastir - Bosnië en Herzegovina
- A6 - Verbinding tussen Rijeka en de snelwegen A7 en A1
- A7 - Sloveense grens - Rijeka
- A8 - A9 - Rijeka (deel van de Istrische Y)
- A9 - Sloveense grens bij Umag - Pula (deel van de Istrische Y)
- A10 - Bosnië en Herzegovina - Kula Norinska - A1
- A11 - Zagreb - Velika Gorica - Lekenik

## Autosnelwegen in aanbouw
- A1 - Vanaf Mali Prolig tot aan Dubrovnik
- A5 - Hongaarse grens - Beli Manastir
- A7 - Rijeka - Žuta Lokva (knooppunt met de A1)

Het volledig toekomstige Kroatische snelwegennetwerk, volgens de laatste planningen.

- A11 - Lekenik - Sisak